# 倭大國魂神
倭大國魂神（やまとのおほくにたま の かみ）為《日本書紀》中出現的神祇，又稱日本大國魂神。

## 概要

### 日本書紀之記載
據《日本書紀》卷第五之記載，崇神天皇即位第6年，蒼生百姓流離背叛，難以德治之，遂請罪於神明。迎天照大神、倭大國魂等二神於天皇大殿內，不過他與二神共住，畏懼其神威而不安，因此託豐鍬入姬命祭祀天照大神於大和國笠縫邑（かさぬいむら/かさぬいのむら），並在磯堅城建立神籬。另託渟名城入姬命祭拜日本大國魂神，但前者以身體孱弱、頭髮稀疏等為由而不祭。
翌年春二月丁丑朔辛卯崇神天皇於神淺茅原會八十萬眾神而卜問之，此時神明藉倭跡跡日百襲姬命之口說道：「天皇為何憂心國家無法治理呢？若能尊敬地祭祀我，國家自當平安順遂！」天皇聽聞便問：「請問說這話的是哪一位神明呢？」答曰：「我是倭國城內所居之神，名為大物主神。」當下後者便指導天皇該如何祭祀，但天皇覺得不甚了解，回到宮裡便齋戒沐浴並祈禱：「朕遵奉神明的禮數不夠嗎？為何不能享有神之恩德呢？希望神明能夠向朕託夢，教導不足之處，以報得神恩。」是夜天皇夢見有位自稱是大物主神的貴人，站在宮殿對面說道：「天皇不必為了治國之事而憂愁，國家無法順利治理是我的意思，若以我的兒子大田田根子（おほたたねこ）來祭祀我，則天下太平，且海外亦會自動歸順。」
同年秋八月癸卯朔己酉，倭跡速神淺茅原目妙姬、穗積臣遠祖大水口宿禰、伊勢麻績君等三臣因做了同一個夢而奏曰：「臣等三人昨夜夢到有一貴人誨曰，以大田田根子命爲祭大物主大神之主，亦以市磯長尾市爲祭倭大國魂神之主，則必天下太平矣。」上奏內容與崇神天皇的夢境內容相符，他龍心大悅，布告天下求大田田根子。茅渟縣陶邑得大田田根子而貢，天皇即親臨於神淺茅原，會諸王卿與八十諸部。他問大田田根子：「你是誰的兒子？」對曰：「家父乃大物主大神、家母乃活玉依媛，陶津耳之女（亦云奇日方天日方，武茅渟祇之女）。」天皇大悅，乃卜問物部連先祖伊香色雄能否為祭神者，吉之；又卜問可否祭拜他神，不吉。
同年十一月丁卯朔己卯，崇神天皇下令伊香色雄以物部八十手所製之祭神物品，並由大田田根子主持大物主神的祭典，又命市磯長尾市來祭祀倭大國魂神。後又卜問是否可同祭他神，結果大吉，遂又同祭八十萬群神，仍制定天社、國社及神地、神戶。後來瘟疫平息，國內局勢漸趨安穩；五穀豐收，百姓過著富饒的生活。

## 解說
《日本書紀》並未載明此神明的出身，由於大國主神另有「大國魂大神」之別名，有人將倭大國魂神與之視為同一神。《大倭神社注進狀》記載，倭大國魂神乃大己貴神（大國主神別名）的荒魂。不過，江戶時代國學學者本居宣長在《古事記傳》一書內則否定前述說法，他反而認為倭大國魂神是大和國的地主神。

## 信仰
在日本主要祭祀倭大國魂神的神社主要有下列：
- 大和神社（奈良縣天理市）

## 內部連結
- 國魂

## 外部連結
- （日語）丹後元伊勢伝説 （页面存档备份，存于）
- （日語）大和坐大国魂神社